# SMC公司
SMC公司（日语：SMC 株式会社），台湾译为速睦喜，是日本的一家自动化机械设备制造公司，创立于1959年，前身是1956年成立的烧結金属工業株式会社，1986年改名SMC株式会社，“SMC”一词来自烧结金属的英语“Sintered Metal”，總部在日本東京，為世界最大的氣動元件製造商，在日本市佔率超過60%，在中國市佔率達33％，全球市場佔有率達32%，並在全球83個國家和地區有532個銷售辦事處，也在30個國家/地區設有工廠。